# 사령부
사령부(司令部)는 군대에서 광의의 사령관이 그 직무를 수행하는 기구를 말한다. 사령관이 총사령관이라고 칭하는 경우 총사령부(總司令部)라고 하고, 일반적인 의미의 통칭으로는 본부(本部)라고 한다.
현대 군대에서는 보통 군단 이상의 지휘관이 있는 곳을 사령부라고 한다. 군사령부, 군단사령부 등이 대표적이다. 사단 또는 독립여단은 사단본부, 여단본부라고 하는 것이 일반적이나, 때에 따라서는 사단사령부, 여단사령부로 호칭하기도 한다. 사단 예하의 여단, 연대, 대대, 중대 등은 여단본부, 연대본부, 대대본부, 중대본부 또는 지휘소라고 한다.

## 구성
- 사령관
- 부사령관
- 참모장 : 소규모 사령부에서는 작전참모 또는 최선임 참모가 역할 담당
- 참모부 : 4~5개 일반참모 및 다수 특별참모
- 본부부대 : 사령부 구성 병력
- 경비부대 : 사령부 경비 병력
- 지원부대 : 지휘전파를 위한 통신부대, 지역 통제를 위한 군사경찰부대 등

## 같이 보기
- 참모
- 지휘통제